# Península do Sudeste, Celebes
A Península do Sudeste é uma península de Celebes, situada entre o Golfo de Tolo e o Golfo de Boni . É principalmente contida na província de Celebes do Sudeste . A maior cidade da península é Kendari . 
Várias ilhas estão situadas na ponta sudeste da península, incluindo Muna e Buton.  